# Emily Hahn
Emily Hahn (* 14. Januar 1905 in St. Louis, Missouri; † 18. Februar 1997 in Manhattan, New York City) war eine amerikanische Journalistin und Autorin. Sie wurde von dem Magazin The New Yorker als verborgener amerikanischer literarischer Schatz bezeichnet. Sie war Autorin von 52 Büchern und mehr als 180 Artikeln und Geschichten. Ihre Werke im 20. Jahrhundert spielten eine besondere Rolle bei der Erschließung Asiens durch den Westen.

## Leben
Emily Hahn war eines von sechs Kindern eines Verkäufers und einer selbstständigen Mutter. Ihr Spitzname lautete Mickey. Als Emily 15 war, zog sie mit ihrer Familie nach Chicago, Illinois.

### China und Hongkong
Ihre Jahre in Shanghai, China (von 1935 an bis zur japanischen Invasion von Hongkong, 1941) waren die turbulentesten ihres Lebens. Dort wurde sie mit prominenten Persönlichkeiten im damaligen Shanghai bekannt, wie beispielsweise dem wohlhabenden Sir Victor Sassoon. Sie hatte die Angewohnheit, mit ihrem gekleideten Haustier auf Dinner-Partys zu erscheinen.
Als Autorin für den New Yorker lebte sie in einer Wohnung in einem reicheren Stadtteil Shanghais. Hier machte sie die Bekanntschaft mit dem chinesischen Dichter und Verleger Sinmay Zau (邵洵美,  Shao Xunmei). Er verschaffte ihr die Möglichkeit, Biografien über die einflussreichen Soong-Schwestern zu verfassen. Song Qingling war mit Sun Yat-sen verheiratet, Song Meiling mit Chiang Kai-shek.
Hahn besuchte oft Sinmays Haus, was eher ungewöhnlich für eine westliche Frau in den 1930er Jahren war. Shanghai war zur Zeit des Vertrages von Humen zwischen China und dem Westen geteilt. Sinmay war derjenige, der Emily Hahn mit dem Opium-Rauchen bekanntmachte, woraufhin sie abhängig wurde. Später schrieb sie “Though I had always wanted to be an opium addict, I can’t claim that as the reason I went to China. – No hurry to get Home” (deutsch: „Obwohl ich immer eine Opiumsüchtige werden wollte, kann ich nicht behaupten, dass das der Grund war, warum ich nach China ging. Ich hatte keine Eile heimzugehen.“).
Nach dem Umzug nach Hongkong begann sie eine Affäre mit Charles Ralph Boxer, dem örtlichen Chef des britischen Secret Intelligence Service. Nach einem Time-Artikel, der im Dezember 1944 erschien, entschied Hahn “[…] that she needed the steadying influence of a baby, but doubted if she could have one.” (deutsch: „[…], dass sie den stabilisierenden Einfluss eines Babys benötigt, bezweifelte aber, ob sie eins haben könnte“). Darauf antwortete der unglücklich verheiratete Major Charles Boxer: “Nonsense! […] I’ll let you have one!” (deutsch: „Unsinn! Ich gebe dir eins!“). Und so wurde ihre Tochter Carola Militia Boxer in Hongkong am 17. Oktober 1941 geboren.
Als die Japaner in Hongkong einmarschierten, wurde Boxer in einem Kriegsgefangenenlager interniert und Hahn wurde verhört. Hahn erzählt in ihrem Buch China to Me (1944), dass sie japanischen Beamten Englischunterricht als Gegenleistung für Lebensmittel geben musste. Einmal hatte sie den japanischen Chef der Aufklärung ins Gesicht geschlagen. Bevor sie im Jahr 1943 zurückgeführt wurde, kam der Mann um sie noch einmal zu sehen und er hat sie zurückgeschlagen. China to Me war sofort ein Erfolg.
Laut Roger Angell vom New Yorker, war Hahn in Wahrheit etwas seltenes:

“Hahn was, in truth, something rare: a woman deeply, almost domestically, at home in the world. Driven by curiosity and energy, she went there and did that, and then wrote about it without fuss.”

„Eine Frau, eher häuslich, zu Hause in der Welt. Getrieben von Neugier und Energie, die dorthin ging wo sie wollte, und dann ohne viel Umstände darüber schrieb.“

### Rückkehr in die USA
Im Jahr 1945 heiratete sie Boxer, der während dieser Zeit von den Japanern interniert war. Ihre Reunion – ihre Liebesgeschichte, die man aus den von Hahn veröffentlichten Briefen entnehmen konnte, machte Schlagzeilen in den Vereinigten Staaten. Sie ließen sich in Dorset, England bei „Conygar“ nieder, hier hatte Boxer ein großes Grundstück geerbt.
Im Jahr 1948 kam die zweite Tochter, Amanda Boxer (heute eine Theater- und TV-Schauspielerin in London) zur Welt.
Hahn fand das Familienleben zu einschränkend, deshalb nahm sie 1950 eine eigene Wohnung in New York City, und besuchte ihren Mann und die Kinder in England nur ab und zu. Sie schrieb weiterhin Artikel für den New Yorker, beispielsweise die Biografien von Aphra Behn, James Brooke, Fanny Burney, Chiang Kai-shek, D.H. Lawrence und Mabel Dodge Luhan.
Im Jahr 1978 veröffentlichte sie Look Who’s Talking. In diesem Buch befasste sie sich mit dem umstrittenen Thema Tier-Mensch-Kommunikation (ihr persönlicher Favorit unter ihren Non-Fiction-Büchern). Im Jahr 1988, als sie in ihren Achtzigern war, schrieb sie ihr letztes Buch Eva and the Apes. Seit 1987 war sie Mitglied der American Academy of Arts and Letters.
Hahn ging noch regelmäßig zu ihrem Redaktionsbüro, bevor sie am 18. Februar 1997 im Alter von 92 Jahren starb. Todesursache waren Komplikationen nach einer Operation ihrer zerstörten Oberschenkelknochen.
1998 veröffentlichte der kanadische Autor Ken Cuthbertson die Biografie Nobody Said Not to Go: The Life, Loves, and Adventures of Emily Hahn. Nobody said not to go, war einer ihrer charakteristischen Sprüche.

## Veröffentlichungen
| Jahr             | Werke |
| ---------------- | --- |
| 1930             | Seductio ad Absurdum: The Principles and Practices of Seduction—A Beginner’s Handbook |
| 1931             | Beginner’s Luck |
| 1933             | Congo Solo: Misadventures Two Degree North |
| 1934             | With Naked Foot |
| 1935             | Affair |
| 1940             | Steps of the Sun |
| 1941, 1970       | The Soong Sisters |
| 1942             | Mr. Pan |
| 1944, 1975, 1988 | China to Me: A Partial Autobiography |
| 1946             | Hong Kong Holiday China: A to Z The Picture Story of China Raffles of Singapore |
| 1947             | Miss Jill |
| 1949             | England to Me |
| 1950             | A Degree of Prudery: A Biography of Fanny Burney Purple Passage: A Novel About a Lady Both Famous and Fantastic (published in the UK as Aphra Behn (1951))                                                      |
| 1951             | Francie |
| 1952             | Love Conquers Nothing: A Glandular History of Civilization |
| 1953             | Francie Again Mary, Queen of Scots James Brooke of Sarawak: A Biography of Sir James Brooke Meet the British (with Charles Roetter and Harford Thomas)                                                          |
| 1955             | The First Book of India Chiang Kai-shek: An Unauthorized Biography |
| 1956             | Francie Comes Home Spousery Diamond: The Spectacular Story of the Earth’s Greatest Treasure and Man’s Greatest Greed Leonardo da Vinci                                                                          |
| 1958             | Kissing Cousins |
| 1959             | The Tiger House Party: The Last Days of the Maharajas Aboab: First Rabbi of the Americas Around the World With Nellie Bly                                                                                       |
| 1960             | June Finds a Way |
| 1963             | China Only Yesterday, 1850–1950: A Century of Change Indo |
| 1964             | Africa to Me |
| 1967             | Romantic Rebels: An Informal History of Bohemianism in America Animal Gardens |
| 1968             | The Cooking of China Recipes: Chinese Cooking |
| 1970             | Times and Places (reissued as No Hurry to Get Home 2000) |
| 1971             | Breath of God: A Book About Angels, Demons, Familiars, Elementals and Spirits Fractured Emerald: Ireland On the Side of the Apes: A New look at the Primates, the Men Who Study Them and What They Have Learned |
| 1974             | Once Upon A Pedestal |
| 1975             | Lorenzo: D. H. Lawrence and the Women Who Loved Him |
| 1977             | Mabel: A Biography of Mabel Dodge Luhan |
| 1978             | Look Who’s Talking! New Discoveries in Animal Communications |
| 1980             | Love of Gold |
| 1981             | The Islands: America’s Imperial Adventures in the Philippines |
| 1988             | Eve and the Apes |